# Сан-Педро (Буэнос-Айрес)
Сан-Педро, полное название Ринсон-де-Сан-Педро-Давила-де-лос-Арресифес (исп. San Pedro, Rincon de San Pedro Dávila de los Arrecifes) — город в Аргентине, в провинции Буэнос-Айрес. Речной порт. По данным переписи 2010 года в городе проживает 47 тыс. жителей.

## География и экономика
Город Сан-Педро расположен в северной части федерального столичного округа Буэнос-Айрес. Порт на реке Парана. Является центром городской агломерации Партидо де Сан-Педро (Partido de San Pedro), включающего в себя также поселения Рио-Тала, Гобернадор-Кастро, Санта-Лусия, Пуэбло-Дойле и Вуэльта-де-Облигадо. Расположен в 164 километрах к северо-западу от Буэнос-Айреса и в 141 километре от города Росарио.
Город расположен в индустриальной зоне Буэнос-Айрес — Росарио, на аргентинской национальной автостраде № 9. Порт, открытый для внешней торговли. Является также центром отдыха и туризма, в первую очередь для любителей водных видов спорта, приезжающих сюда из столицы страны на уикенд.
Окрестности Сан-Педро известны выращиваемыми здесь фруктами, в первую очередь апельсинами и персиками.

## История
Город Сан-Педро был основан по указу 1637 года Педро Эстебана Давила, кавалера ордена Сантьяго, губернатора и генерал-капитана. В 1748 тут начинается городское строительство, в 1778 году открывается церковь Сан-Педро, в 1784 образуется административная единица Сан-Педро (округ). 20 ноября 1845 года здесь, в водах Параны, произошла битва при Вуэльта де Облигадо между флотом Аргентины и англо-французской эскадрой. В 1870-х годах Сан-Педро становится одним из мест расселения итальянских эмигрантов в Аргентине. Права города получил в 1907 году.